# Telekomkrisen
Telekomkrisen var en stark global tillbakagång på marknaden för telekommunikation som drabbade bland annat Ericsson, Lucent, Nortel, Alcatel, Siemens, Motorola, Marconi och Nokia åren 2000-2002. Under det "svarta telekomåret" 2001 rapporterade de åtta största telekombolagen en förlust efter skatt motsvarande 600 miljarder kronor och en minskning med antalet anställda i telekomsektorn på ungefär 600.000 personer samma år.
I Sverige ledde detta bland annat till att Ericsson och Flextronics gjorde stora nedskärningar.
Krisen föranleddes av en period av kraftig exportdriven expansion under slutet av 1990-talet följd av kraftigt fallande efterfrågan från i synnerhet USA och Tyskland.
Den fallande efterfrågan ansågs bero på två faktorer:
- I USA hade telebolagen börjat fasa ut Digital AMPS-tekniken (även kallad D-AMPS eller slarvigt "TDMA") och ersätta den med GSM, ledda av AT&T Wireless. Marknaden för GSM-mobilsystem kännetecknades av hög konkurrens och fallande priser, vilket minskade vinsterna för det fåtal stora företag (däribland Ericsson) som levererat D-AMPS-tekniken.[3]
- I Tyskland och andra europeiska länder hade staterna utlyst auktioner för 3G-licenser där priserna för tillgång till frekvensspektrat pressat de olika teleoperatörerna att lägga ner motsvarande 5 års infrastrukturinvesteringar för att köpa en licens, vilket fick till följd att investeringarna en period nästan helt upphörde.[4]

Telekomkrisen sammanföll och samverkade med IT-bubblan vilket skapade en fördjupad effekt.
Splittringen av Ericsson Mobile Communications i Ericsson Mobile Platforms och SonyEricsson (nu Sony Mobile Communications) samt de stora neddragningarna inom Ericsson Radio Systems och försäljningen av Ericsson Microelectronics AB anses vara en följd av telekomkrisen.